# ديد سبيس (لعبة فيديو 2023)
ديد سبيس (بالإنجليزية: Dead Space)‏ هي لعبة خيال علمي رعب البقاء قادمة من تطوير شركة موتيف ستوديوز ونشر شركة إلكترونيك آرتس. من المقرر إصدار اللعبة على أجهزة مايكروسوفت ويندوز، بلاي ستيشن 5 وإكس بوكس سيريس إكس وسيريس أس في 2023.